# Directo desde Madrid
Directo desde Madrid es el segundo álbum en vivo de la banda española La Quinta Estación, lanzado al mercado el 28 de octubre de 2008. Contiene la grabación completa de un concierto realizado en Madrid.

## Lista de canciones
| N.º | Título                                                                      | Escritor(es)                                                   | Duración |  |
| 1.  | «Cosa de dos»                                                               | Armando Ávila, Ángel Reyero                                    | 3:35     |  |
| 2.  | «El amor no duele»                                                          | Armando Ávila, Natalia Jiménez                                 | 3:04     |  |
| 3.  | «Esperaré Despierta»                                                        | Natalia Jiménez                                                | 3:30     |  |
| 4.  | «Nada»                                                                      | Armando Ávila, Pablo Domínguez, Ángel Reyero                   | 3:14     |  |
| 5.  | «Rompe el mar»                                                              | Natalia Jiménez                                                | 3:15     |  |
| 6.  | «Perdición»                                                                 | Natalia Jiménez                                                | 3:41     |  |
| 7.  | «Algo más»                                                                  | Armando Ávila, Natalia Jiménez                                 | 4:29     |  |
| 8.  | «Flores de alquiler»                                                        | Pablo Domínguez, Ángel Reyero                                  | 3:36     |  |
| 9.  | «Me muero»                                                                  | Armando Ávila, Natalia Jiménez                                 | 3:09     |  |
| 10. | «Por el bulevar de los sueños rotos/El sol no regresa (Con Álvaro Urquijo)» | Joaquín Sabina, Álvaro Urquijo / Ángel Reyero, Pablo Domínguez | 6:00     |  |
| 11. | «Sueños rotos»                                                              | Pablo Domínguez                                                | 4:10     |  |
| 12. | «Para no decirte adiós»                                                     | Ángel Reyero                                                   | 3:34     |  |
| 13. | «La frase tonta de la semana (Con Álex Ubago)»                              | Ángel Reyero                                                   | 3:48     |  |
| 14. | «Que fui para ti»                                                           | Natalia Jiménez                                                | 3:42     |  |
| 15. | «Tu peor error»                                                             | Armando Ávila, Ángel Reyero                                    | 2:47     |  |
| 16. | «Daría»                                                                     | Ángel Reyero, Pablo Domínguez                                  | 3:48     |  |
| 17. | «Niña»                                                                      | Natalia Jiménez                                                | 4:00     |  |